# Glenea assamensis
Glenea assamensis é uma espécie de escaravelho da família Cerambycidae. Foi descrita por Stephan von Breuning em 1950.